# Partido de la Libertad y la Solidaridad
El Partido de la Libertad y la Solidaridad (Özgürlük ve Dayanisma Partisi) es un partido político turco de orientación socialista libertaria. Se fundó en 1996 como resultado de una fusión de partidos de izquierdas. Actualmente el partido cuenta con un representante electo en las elecciones parlamentarias a las que concurrió aliado con el Partido de la Sociedad Democrática. A nivel internacional el ODP se vincula con otras formaciones de izquierda europea como la Izquierda Anticapitalista Europea y, desde 2007, del Partido de la Izquierda Europea.

## Galería

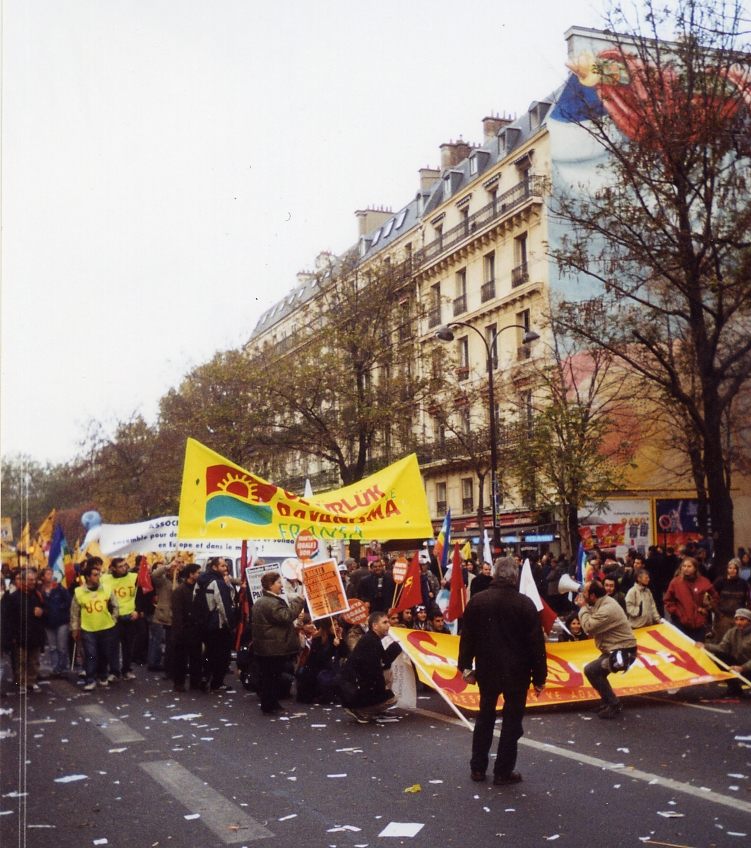
Manifestantes de la sección francesa durante el Foro Social Europeo de París
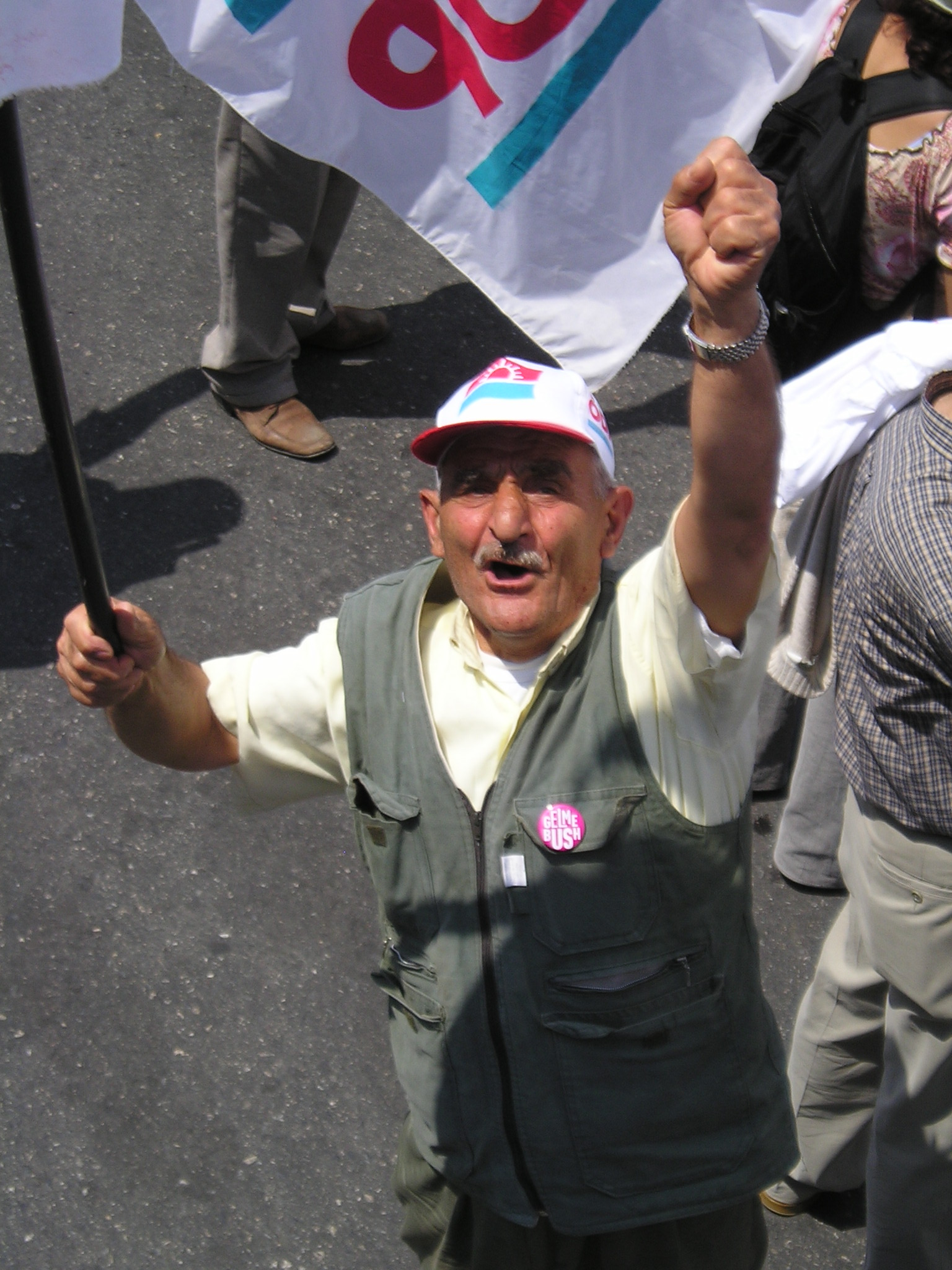
Un simpatizante de la ODP protestando contra una cumbre de la OTAN en Estambul